# Charley Grapewin
Charley Grapewin Ellsworth (nascido em 20 de dezembro de 1869 - 2 de fevereiro de 1956) foi um ator norte-americano que interpretou o Tio Henry em O Mágico de Oz (1939) e participou do filme As Vinhas da Ira (1940).

## Biografia
Nascido em Xenia (Ohio), em Ohio, Charley Ellsworth Grapewin primeiro trabalhou como trapezista de circo. Sua única peça de teatro teve curta duração que foi exibido em 1905.
Grapewin começou no cinema mudo nos anos 1900. Seus primeiros filmes foram "shorts imagem em movimento" feita por Frederick S. Armitage e lançado em novembro de 1900; Chimmie Hicks nas Corridas (também conhecido como Acima do Limite) e Chimmie Hicks eo Omelete Rum, ambos rodados em setembro e outubro de 1900 e lançado em novembro do mesmo ano. Durante sua longa carreira, Grapewin fez mais de cem filmes, incluindo The Good Earth, The Grapes of Wrath, e Tobacco Road. No início dos anos 1940, ele teve seu papel como Inspector na série de filmes Ellery Queen.
Grapewin casou com a atriz Anna Chance (1875-1943) em 1896 e ficaram casados durante 47 anos.
Grapewin morreu em Corona, na Califórnia, aos 86 anos, e suas cinzas estão enterradas com sua esposa, no Forest Lawn Memorial Park Cemetery em Glendale, na Califórnia no Great Mausoleum's Columbarium of Inspiration.

## Filmografia parcial
- O Milionário (1931)
- A Casa Infernal (1932)
- O Timer Big (1932)
- Are You Listening? (1932)
- Senhora e Gent (1932)
- No Man of Her Own (1932)
- Wild Horse Mesa
- O beijo diante do espelho (1933)
- Heroes à venda (1933)
- Midnight Maria (1933)
- Peregrinação (1933)
- Beleza à Venda (1933)
- Tocha Singer (1933)
- Hello, Everybody! (1933)
- Juiz Priest (1934)
- Caravana (1934)
- O Presidente Desaparecido (1934)
- Anne of Green Gables (1934)
- Parte Wire (1935)
- Xangai (1935)
- Alice Adams (1935)
- Rendezvous (1935)
- Ah Wilderness,! (1935)
- A Floresta Petrificada (1936)
- Small Town Girl (1936)
- Difamou Lady (1936)
- The Good Earth (1937)
- A Family Affair (1937)
- Captains Courageous (1937)
- Broadway Melody de 1,938 mil (1937)
- O Homem Mau Brimstone (1937)
- Of Human Hearts (1938)
- A Menina da Golden West (1938)
- Três Camaradas (1938)
- Três ama é Nancy (1938)
- Ouça, Darling (1938)
- Levante-se e Lute (1939)
- O Mágico de Oz (1939)
- Rhythm on the River (1940)
- Poeira Be My Destiny (1939)
- As Vinhas da Ira (1940)
- Johnny Apollo (1940)
- Ritmo no Rio (1940)
- Tobacco Road (1941)
- Eles morreram com as botas (1941)
- Follow the Boys (1944)
- Gunfighters (1947)
- Sand (1949)